# Attagenus brunnescens
Attagenus brunnescens es una especie de coleóptero de la familia Dermestidae.

## Distribución geográfica
Habita en Turquía y Siria.